# ホームステージング
ホームステージング（Home staging）は、アメリカで1970年代からバーブ.シュワルツ氏が提唱した手法である。日本でも近年、中古物件の流通促進にともなって専門業社の増加や大手不動産会社が参入している。空室物件内では家具や小物類を入れて、在宅物件内では片付けなどをしながら、居住空間を演出する。これにより、家具や片付けによって内覧時に部屋に住むイメージを沸かすことが可能である。ホームステージングを行う専門家を「ホームステージャー」と呼ぶ。

## 各国の状況

### 日本
一般社団法人日本ホームステージング協会がホームステージャーの認定しており、「ホームステージング」、「ホームステージャー」の認知と啓発を目的にセミナーや講習会を開催している。1級と2級の資格があり、2018年6月末現在2級資格取得者は2288名とされている。

### スウェーデン
スウェーデンでは、2000年ごろから、”ホームスタリング”と呼ばれる専門性の高いプロフェッショナルなホームステージングが人気になり始め、現在80%以上の物件でホームステージングが採用されている。また、ホームステージングを実施することで10％も売却価格が高まると言われている。

### 米国
米国ではバーブ.シュワルツ氏（Barb　Schwarz)が1970年以降提唱し、30年以上の歴史があり、米国発のリサーチでは、ホームステージングが、空室時（ホームステージングを実施しない場合）と比べ、約30%-50%が売却期間を短縮でき、価値が6-20%程度高まると発表されている。